# Wasilij Nikiforow
Wasilij Wasiljewicz Nikiforow, piszący pod pseudonimem Kiulumniur, Wasin, Jakut (ur. 18 maja 1866 w ułusie diupsiunskim, zm. 15 września 1928 w Nowosybirsku) – jakucki poeta, badacz etnografii Jakucji i działacz społeczny.

## Życiorys

### Wczesna działalność
We wczesnym dzieciństwie stracił ojca i był wychowywany przez Daniiła Ochłopkowa, pisarza ułusu, z którego pochodził Nikiforow.  Ukończył progimnazjum w Jakucku, a następnie w trybie zaocznym ukończył studia prawnicze. Kształcił się również pod kierunkiem zesłańców politycznych, m.in. narodnik i lekarz A. Sipowicz uczył go zawodu felczera.
Od początku lat 90. XX wieku był starostą swojego ułusu. Na tym stanowisku prowadził działalność kulturalną i oświatową, organizując budowę nowych obiektów według rosyjskich wzorców, a w 1893 otwierając, za własne fundusze, szkołę cerkiewno-parafialną, walczył z pijaństwem i grą w karty. W latach 1894–1896 wziął udział w zorganizowanej przez Rosyjską Akademię Nauk ekspedycji, której celem było badanie kultury ludowej i sposobu życia rdzennych ludów północno-wschodniej Azji. Przy użyciu zgromadzonego materiału napisał pracę poświęconą życiu rodzinnemu Jakutów (zaginęła). W 1896 organizował udział Jakutów w pierwszej w Rosji wystawie artystyczno-przemysłowej w Niżnym Nowogrodzie. Od tego samego roku był zatrudniony w komitecie statystycznym w Jakucku.
Wspólnie z zesłańcem E. Piekarskim opracowywał słownik języka jakuckiego, przekładał na język rosyjski ludowe pieśni jakuckie. W 1897 był wśród organizatorów biblioteki naukowej w Jakucku. Pod wpływem wydarzeń rewolucji r. 1905 założył Związek Jakutów, który został uznany przez władze carskie za organizację wywrotową. Dziesięciu członków kierownictwa organizacji zostało aresztowanych; Nikiforow przebywał w więzieniu przez półtora roku. W tym okresie napisał dramat "Manczary", opowiadający o legendarnym rozbójniku- bohaterze Jakutów.

### 1907-1917
Po odzyskaniu wolności w 1907 podjął współpracę z pismami redagowanymi w Jakucji przez zesłańców politycznych, pisząc m.in. w języku jakuckim. W 1908 brał udział w utworzeniu w Jakucku stowarzyszenia zajmującego się rozpowszechnianiem książek wśród ludności, za co ponownie był represjonowany. Pięć lat później zorganizował zjazd ludności nierosyjskiej Jakucji i został na nim wybrany na jednego z delegatów na uroczystości 300-lecia rządów Romanowów w Rosji. Delegaci przedstawili rządowi carskiemu postulaty polityczne i społeczne Jakutów, m.in. wyznaczenie przedstawiciela tej ludności w Dumie Państwowej, ustanowienie systemu ziemstw, doprowadzenie linii kolejowych i budowy szkół. Większość tych żądań została zignorowana. W 1914 Nikiforow ponownie występował publicznie w Petersburgu na I wszechrosyjskim zjeździe ds. oświaty ludowej, apelując o otwarcie seminarium nauczycielskiego w Jakucku. Nie przerywał działalności literackiej i przekładowej, publikując swoje teksty w jakuckiej i syberyjskiej prasie, a także tłumacząc na język jakucki sztuki Gogola (Rewizor, Ożenek) i Tołstoja (Władza ciemnoty).

### Po 1917
Sceptycznie odniósł się do rewolucji lutowej, w marcu 1917 wezwał Jakutów do ostrożności i pokojowego postępowania. Przyjął jednak stanowisko przewodniczącego zarządu ziemstw w Jakucji; w tym charakterze otworzył na jej terenie szereg szkół. Od stycznia 1919 współpracował z Kołczakiem, którego poznał jeszcze przed rewolucją. Został aresztowany po zwycięstwie bolszewików w Jakucji. Stracił dotychczasowe stanowisko, lecz dzięki amnestii, którą uzyskał dzięki bolszewickiemu działaczowi Samuiłowi Czudnowskiemu, został zwolniony z aresztu i skierowany do pracy w syberyjskim oddziale Ludowego Komisariatu ds. Narodowości w Nowosybirsku. W kolejnych latach pisał artykuły poświęcone znaczeniu rosyjskich zesłańców na Syberię dla rozwoju kultury Jakutów. Coraz wyraźniej zarzucał aktywność literacką na rzecz naukowego opisywania zwyczajów i gospodarki Jakucji. W kwietniu 1924 został sekretarzem sekcji jakuckiej w Centralnym Wydawnictwie Wschodnim, działał także w Międzynarodowym Stowarzyszeniu Pisarzy Proletariackich.
W kwietniu 1925 został przyjęty do Akademii Nauk Rosyjskiej Socjalistycznej Federacyjnej Republiki Radzieckiej w celu wzięcia udziału w pięcioletnim projekcie badawczym dotyczącym Jakucji. Przez kolejny rok objeżdżał część regionu, zbierając informacje etnograficzne i demograficzne. W 1927, gdy wracał do Jakucka z Leningradu, gdzie pracował nad zebranymi materiałami, został aresztowany i oskarżony o niepowiadomienie odpowiednich organów o spisku kontrrewolucyjnym. W 1928 kolegium OGPU skazało go na karę śmierci, którą zamieniono następnie na 10 lat łagru. Nikiforow zmarł  w więzieniu jeszcze w tym samym roku. Część jego spuścizny naukowej i literackiej zaginęła. Został pośmiertnie zrehabilitowany.